# Kończyce Wielkie

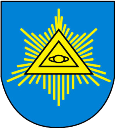
Nieoficjalny herb wsi Kończyce Wielkie

Kończyce Wielkie (cz. Velké Kunčice, niem. Gross-Kuntschitz) – wieś sołecka w Polsce, położona w województwie śląskim, w powiecie cieszyńskim, w gminie Hażlach, na Wysoczyźnie Kończyckiej, w historycznych granicach regionu Śląska Cieszyńskiego.
W latach 1945–1954 wieś była siedzibą gminy Kończyce Wielkie, a w latach 1954–1972 wieś należała i była siedzibą władz gromady Kończyce Wielkie. w 1975–1998 położona była w województwie bielskim.
Na obszarze 1445,25 ha zamieszkana jest przez 1848 mieszkańców (2009), co daje gęstość zaludnienia równą 127,9 os./km². Centrum miejscowości położone jest pomiędzy drogami wojewódzkimi 937 i 938.

## Integralne części wsi
| SIMC    | Nazwa     | Rodzaj    |
| ------- | --------- | --------- |
| 0052675 | Babilon   | część wsi |
| 0052698 | Karłowiec | część wsi |
| 0052706 | Łubowiec  | część wsi |
| 0052712 | Odnóżka   | część wsi |
| 0052729 | Podlesie  | część wsi |
| 0052735 | Pudłowiec | część wsi |
| 0052741 | Sośnie    | część wsi |
| 0052758 | Statek    | część wsi |
| 0052764 | Stawiska  | część wsi |

## Historia
Miejscowość po raz pierwszy wzmiankowana została w łacińskim dokumencie Liber fundationis episcopatus Vratislaviensis (pol. Księga uposażeń biskupstwa wrocławskiego), spisanej za czasów biskupa Henryka z Wierzbna ok. 1305 w szeregu wsi zobowiązanych do płacenia dziesięciny biskupstwu we Wrocławiu, w postaci item in Cunczindorf Pasconis debent esse XXIX mansi. Zapis ten oznaczał, że wieś zobowiązana została do płacenia dziesięciny z 29 łanów większych. Jej powstanie wiąże się z przeprowadzaną pod koniec XIII wieku na terytorium późniejszego Górnego Śląska wielką akcją osadniczą (tzw. łanowo-czynszową). Nazewnicza końcówka -dorf (niem. wieś) wskazuje, że pierwszymi osadnikami byli przybysze z Niemiec. Od pobliskich Kończyc Małych różniła się tym, że była wsią rycerską. Wieś politycznie znajdowała się wówczas w granicach utworzonego w 1290 piastowskiego (polskiego) Księstwa Cieszyńskiego, będącego od 1327 lennem Królestwa Czech, a od 1526 roku w wyniku objęcia tronu czeskiego przez Habsburgów wraz z regionem aż do 1918 roku w monarchii Habsburgów (potocznie Austrii).
W sprawozdaniu z poboru świętopietrza z 1335 w diecezji wrocławskiej na rzecz Watykanu sporządzonego przez nuncjusza papieskiego Galharda z Cahors wśród 10 parafii archiprezbiteratu w Cieszynie wymieniona jest parafia w miejscowości Cunczendorf, co powtórzyło się w podobnym sprawozdaniu Mikołaja Wolffa z 1447, trudno jednak rozstrzygnąć czy chodzi o Kończyce Małe czy Duże, jednak z dużej należnej kwoty można przyjąć, że świętopietrze spłacały obie parafie wspólnie.
Do XV w. była własnością książąt cieszyńskich, w 1597 została zakupiona przez Bludowskich, która w następnym roku przeszła w ręce Wilczków, a w XIX w. hrabiowskiego rodu Larisch von Mönnich. Z Wielkimi Kończycami związani byli również Mniszchowie, którzy obok swojego nazwiska dodawali nazwę tej miejscowości np. Michał Jerzy Wandalin Mniszech z Wielkich Kończyc (1742–1806) marszałek wielki koronny, czy jego wnuk malarz Andrzej Jerzy Mniszech.
W okresie reformacji miejscowa ludność w znacznej mierze przyjęła wyznanie luterańskie, a została prawie całkowicie zrekatolicyzowana w XVIII wieku.
W 1900 roku Kończyce Wielkie stanowiły samodzielną gminę obejmującą również Rudnik o powierzchni 1854 hektarów i liczbie mieszkańców 1561 zamieszkałych w 248 budynkach, z tego w samych Kończycach Wielkich bez Rudnika mieszkało 1257 osób w 199 domach, 1252 (99,6%) mieszkańców było katolikami, a 5 (0,4%) wyznawcami judaizmu, 1226 (97,5%) polsko-, 28 (2,2%) niemiecko-, a 2 (0,2%) czeskojęzycznymi. Według spisu z 1910 roku Kończyce Wielkie (bez Rudnika) miały już 1286 mieszkańców zamieszkałych w 207 budynkach na obszarze 1562 hektarów, co dawało gęstość zaludnienia równą 82,3 os./km², z czego 1279 było zameldowanych na stałe, 1236 (96,6%) było polsko-, 31 (2,4%) niemiecko-, 10 (0,8%) czeskojęzycznymi, a 2 osoby posługiwały się jeszcze innym językiem, 1280 (99,5%) było katolikami, 1 osoba była ewangelikiem, 3 żydami, a 2 jeszcze innej religii lub wyznania.
26 stycznia 1919 w czasie wojny polsko-czechosłowackiej miała tutaj miejsce przegrana przez polską stronę bitwa, w której zginął kapitan Cezary Wojciech Haller (1875–1919) – oficer, działacz polityczny i poseł na Sejm w Wiedniu. W lipcu 1920 roku w wyniku decyzji Rady Ambasadorów miejscowość znalazła się w granicach Polski.

## Turystyka i zabytki
W Kończycach Wielkich znajdują się cztery zabytki wpisane do rejestru zabytków nieruchomych województwa śląskiego:
- Pałac w Kończycach Wielkich: barokowo-klasycystyczny wybudowany przez Jerzego Fryderyka Wilczka na przełomie XVII i XVIII w., przebudowany w wieku XIX. Jego ostatnią właścicielką była hrabina Gabriela von Thun und Hohenstein, której po II wojnie światowej pałac odebrany został przez nowe władze komunistyczne, które umieściły w nim dom dziecka;
- kaplica pałacowa z 1776 roku;
- kościół parafialny pw. św. Michała Archanioła: drewniany, jeden z największych na Śląsku Cieszyńskim, wybudowany w 1777 roku, a przebudowany w XIX. Znajduje się na trasie Szlaku Architektury Drewnianej województwa śląskiego;
- dawna obora, obecnie stajnia na folwarku „Karłowiec” (XIX wiek).

Rośnie tu ponad 500-letni Dąb Mieszko – pomnik przyrody, najstarszy dąb na Śląsku, jeden z najstarszych w Polsce, pozostałość po istniejącej tu przed wiekami puszczy.
Na okolicznym wzgórzu usytuowanym pomiędzy Kończycami Wielkimi a Kończycami Małymi, umiejscowiony jest punkt widokowy na Wielką Czantorię.
Przez miejscowość przechodzą trasy rowerowe:
- zielona trasa rowerowa nr 13 – Ustroń – Jastrzębie-Zdrój – Rybnik (82 km);
- niebieska trasa rowerowa nr 254 – Kaczyce – Kończyce Wielkie – Dębowiec (14 km);
- żółta tandemowa trasa rowerowa nr 259 Kaczyce – Kończyce Wielkie – Kończyce Małe – Kaczyce (19,5 km);
- Szlak Zamków nad Piotrówką – Kończyce Wielkie – Kończyce Małe – Zebrzydowice – Marklowice Górne – Marklowice Dolne – Pierstna – Piotrowice koło Karwiny – Skrbeńsko – Gołkowice (25 km).

## Homo erectus
W przeprowadzanych w latach 2004 i 2005 badaniach archeologicznych nieopodal żwirowiska przy drodze wojewódzkiej nr 937 odkryto jak dotąd najstarsze ślady bytności przedstawicieli gatunku Homo erectus w Polsce i na północ od Karpat. Odnalezionych kilkadziesiąt półproduktów i narzędzi datowane są na około 800 tys. lat p.n.e, jednak z czasem pojawiły się wątpliwości co do takiego datowania. Przybyć mieliby oni z południa poprzez Bramę Morawską prawdopodobnie za zwierzyną.

## Galeria

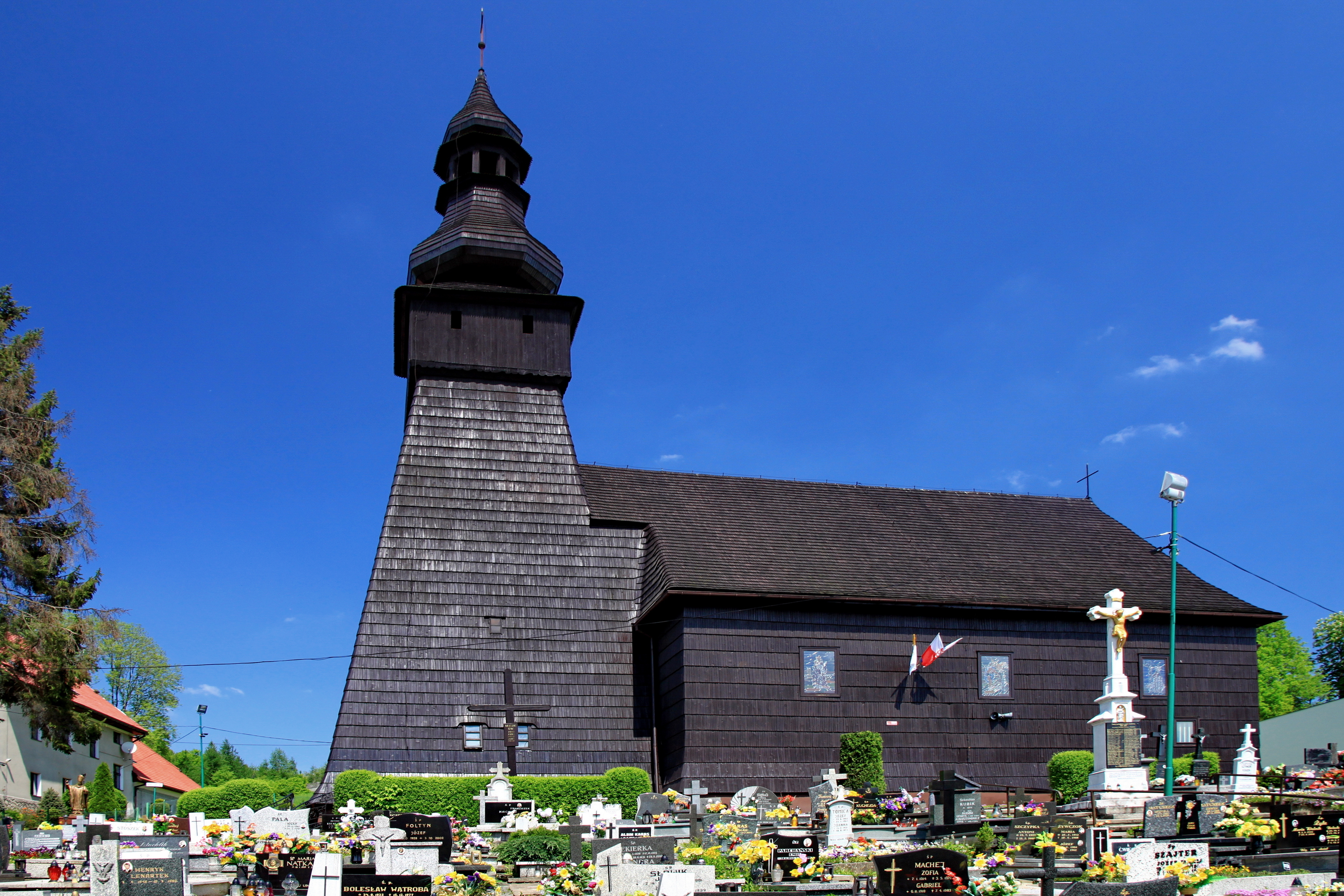
Kościół św. Michała Archanioła
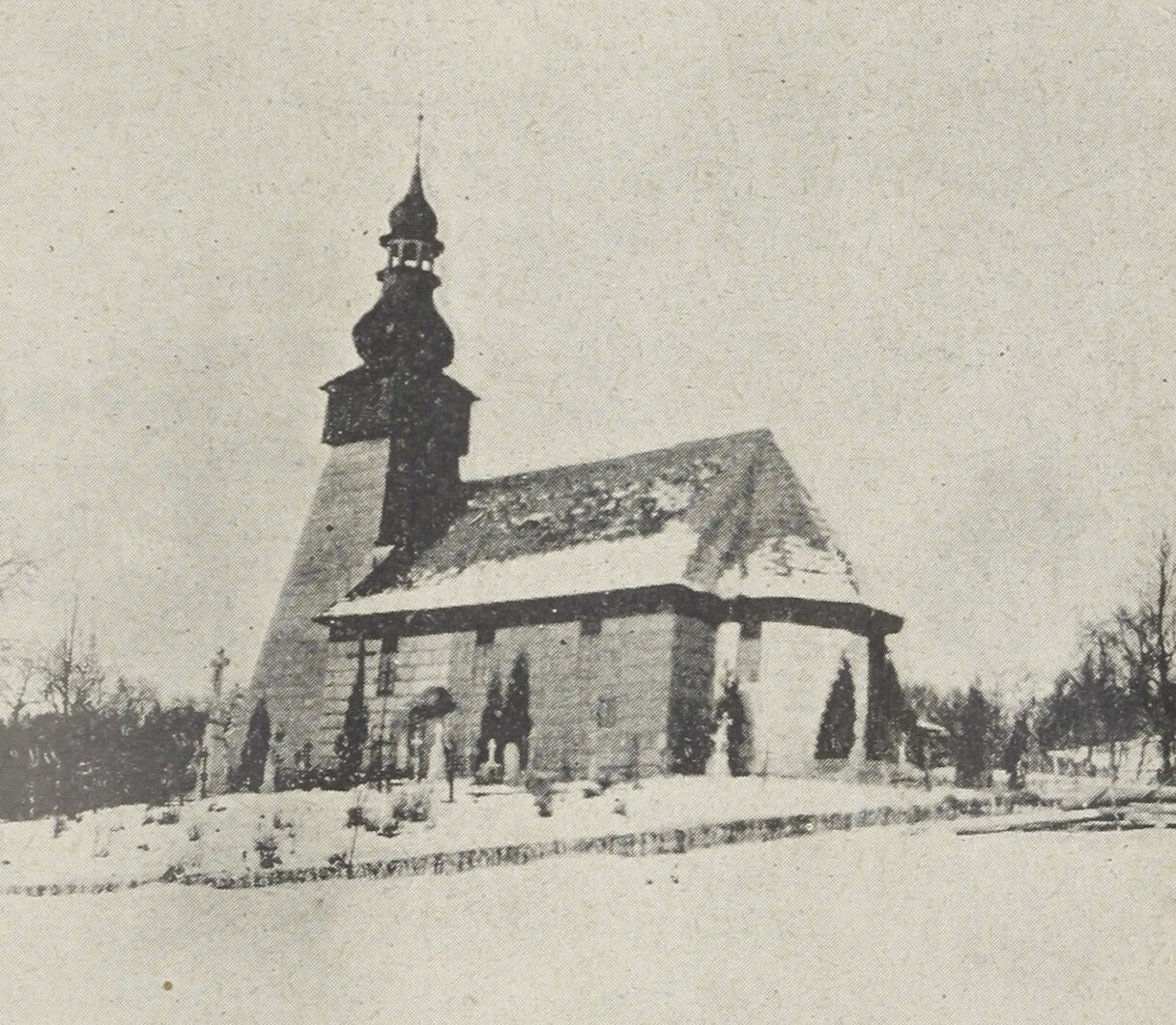
Kościół przed 1932
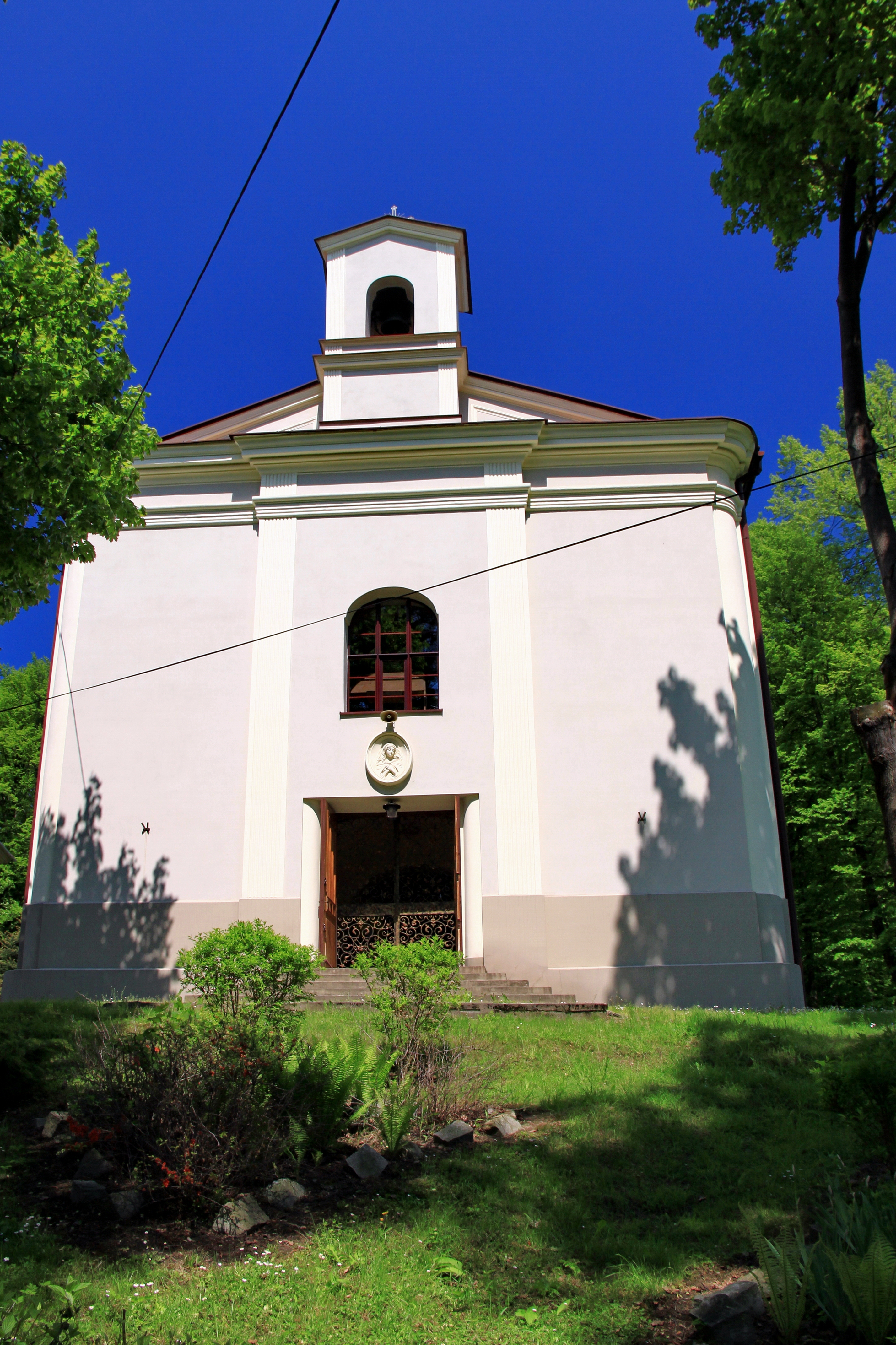
Kaplica Opatrzności Bożej w zespole pałacowym
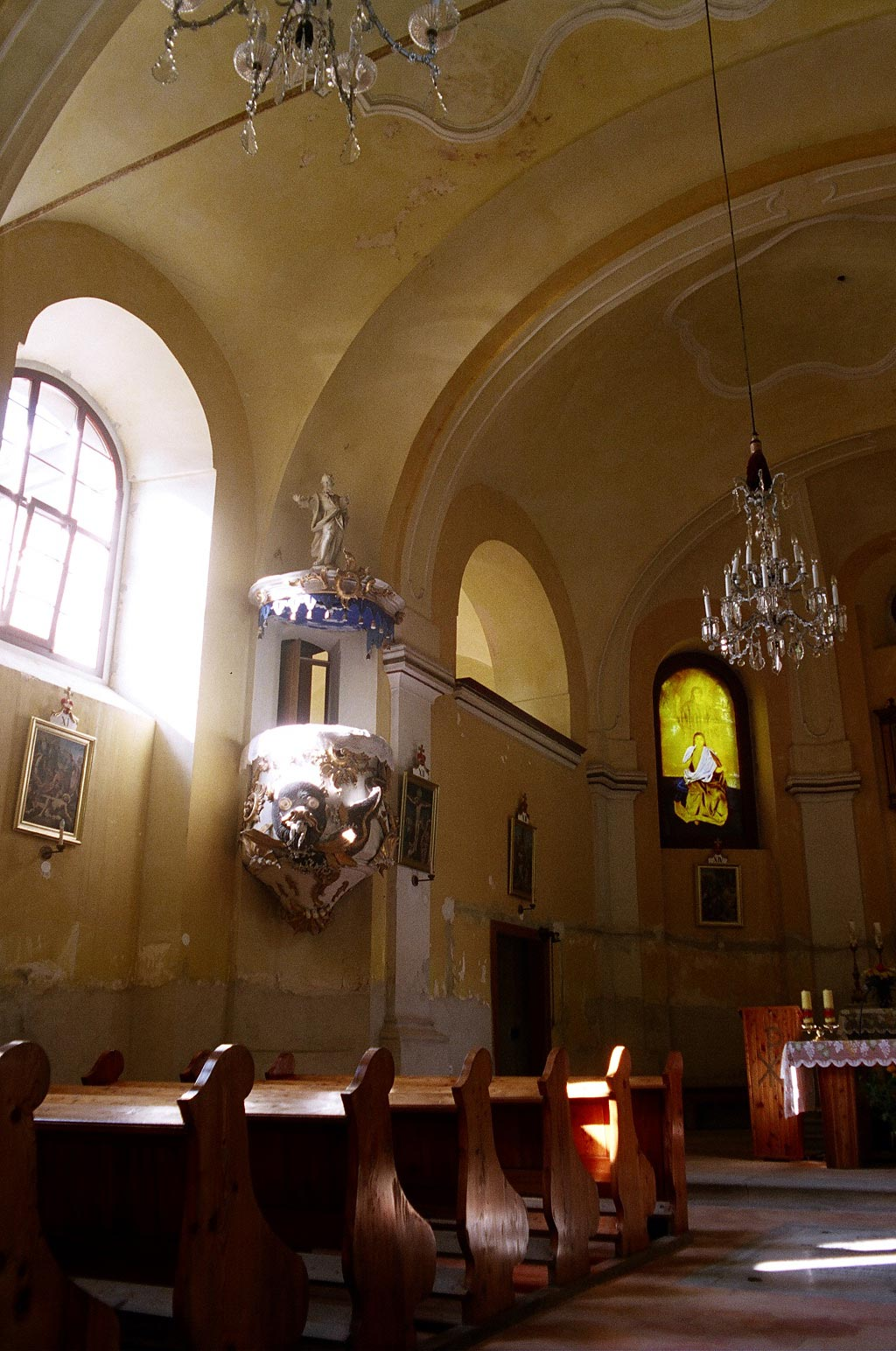
Wnętrze kaplicy Opatrzności Bożej w zespole pałacowym
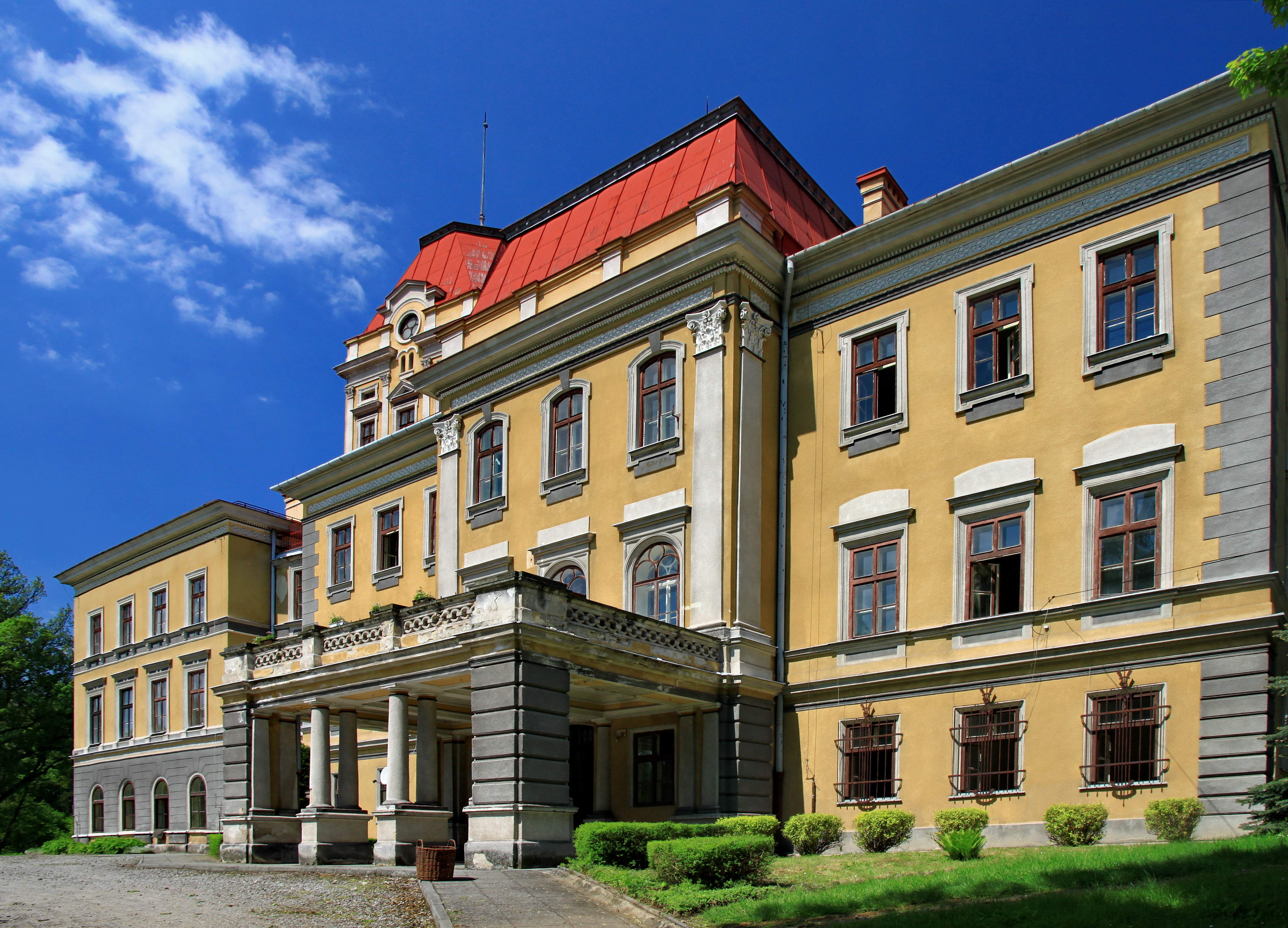
Pałac w Kończycach Wielkich
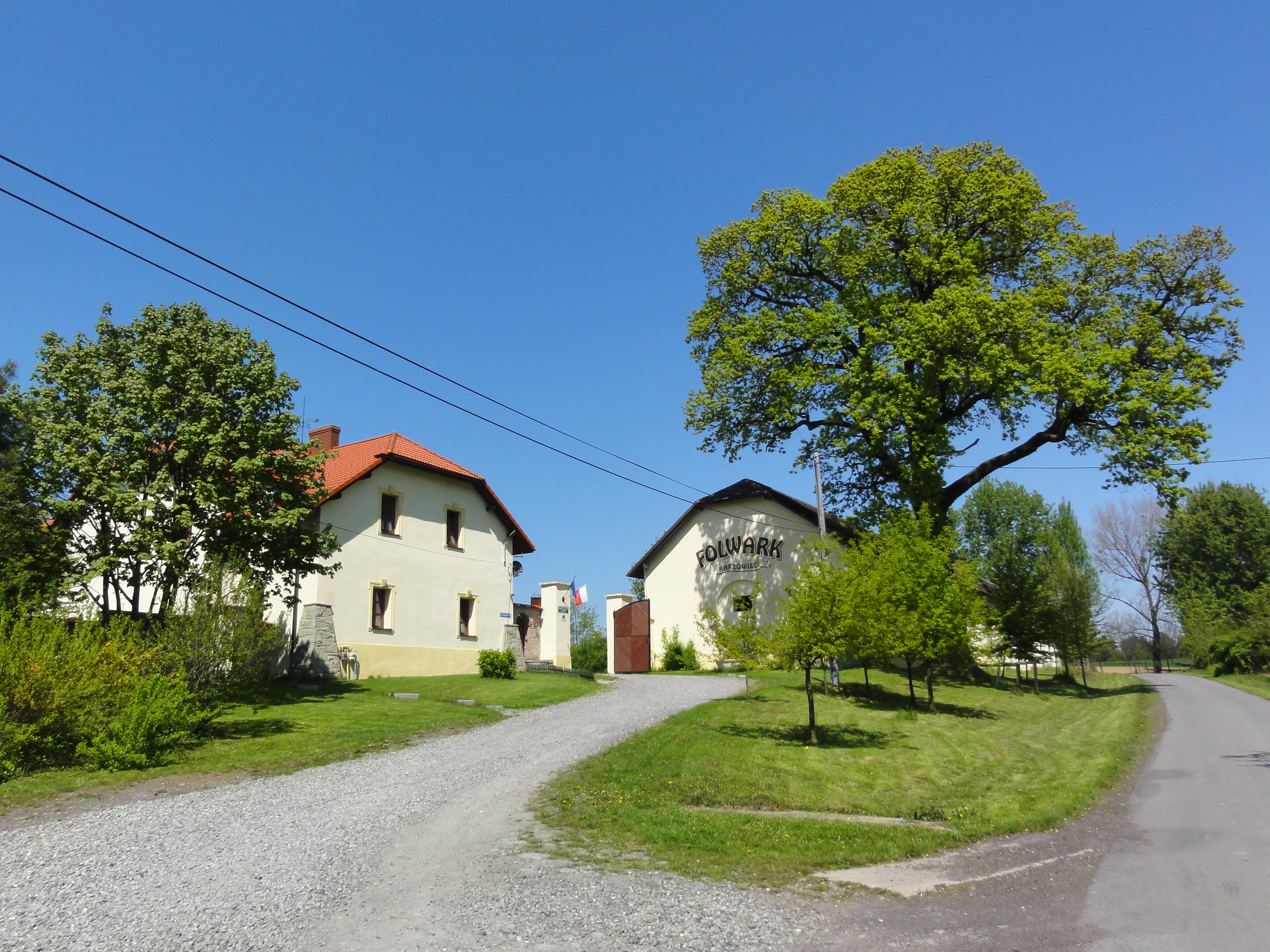
Folwark Karłowiec i pomnikowy dąb szypułkowy
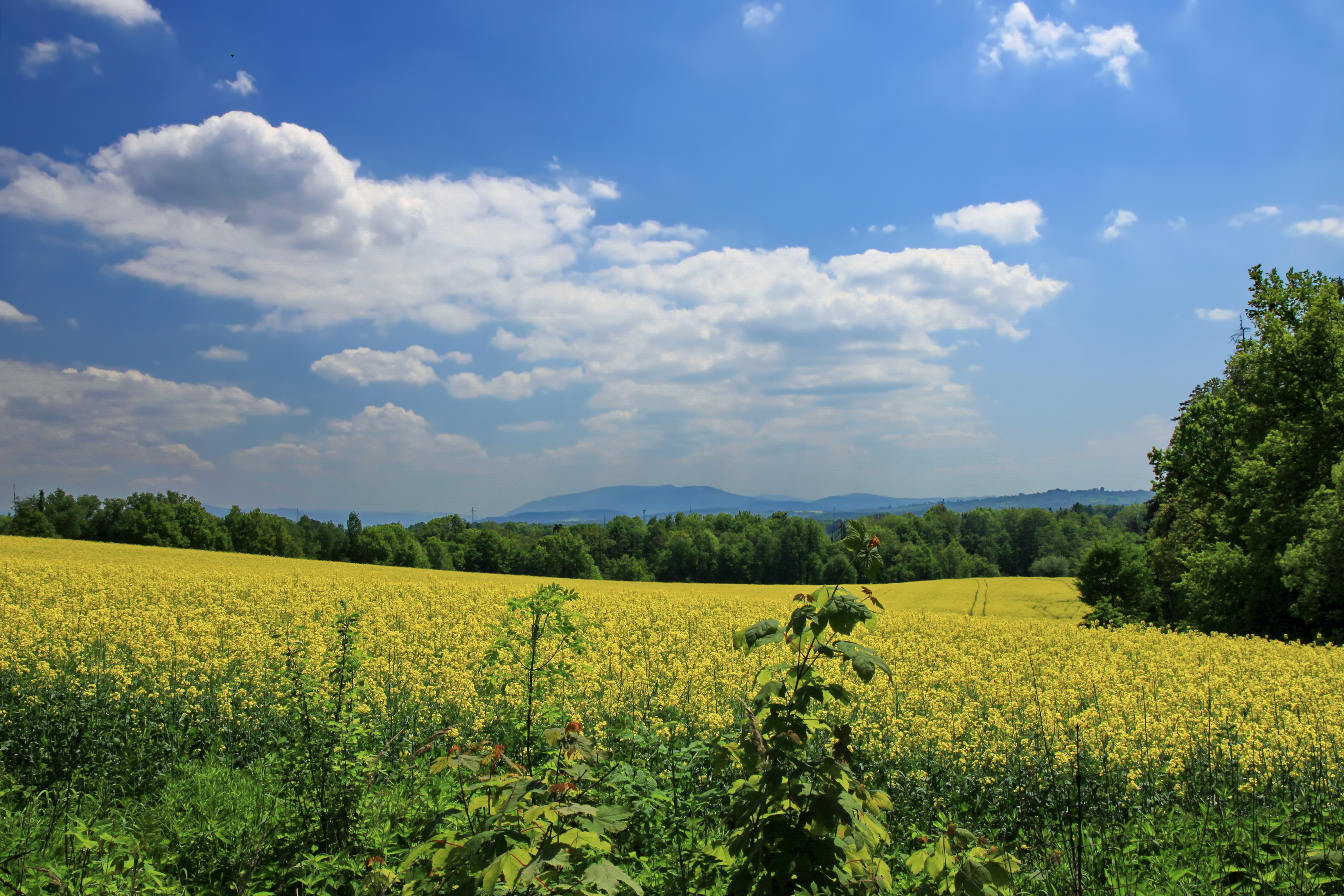
Widok na Czantorię